# ムーンストーン (トローラー)
ムーンストーン（HMS Moonstone, T90）は、第二次世界大戦中にイギリス海軍で運用された武装トローラー。本艇は紅海での任務中に、イタリア海軍の潜水艦「ガリレオ・ガリレイ」を捕獲する戦果を挙げた。

## 艦歴

### 初期の経歴
「ムーンストーン」は、1934年8月30日にイングランド・ビバリーのクック・ウェルトン・アンド・ジェメルによって「レディ・マデリン」（Lady Madeline）として建造された。1939年に第二次世界大戦が勃発するまでは、ハルのジャトランド合同トロール船（Jutland Amalgamated Trawlers）によってトロール漁船として運用された。1939年1月に「レディ・マデリン」は海軍本部に徴用され、対潜哨戒を主とする武装トローラーへ改造された。「ムーンストーン」と改名され、ペナント・ナンバーT90が付与された。

### 戦歴
「ムーンストーン」は第4対潜哨戒グループの一隻として地中海に配備され、後に紅海へ移された。1940年6月、イタリアは連合国に宣戦布告したため、イギリス海軍はイタリア海軍に対する作戦を開始した。
6月16日、「ムーンストーン」は同日早くにイタリア海軍潜水艦「ガリレオ・ガリレイ」によって撃沈されたノルウェーの石油タンカー「ジェームス・ストーブ」の乗員を救助した。6月18日、「ガリレオ・ガリレイ」はイギリス空軍機に発見されて攻撃を受け、「ムーンストーン」が捜索に派遣された。
翌6月19日に「ムーンストーン」はASDICによる接触を得て、2発の爆雷を投下した。この攻撃により損傷した「ガリレオ・ガリレイ」艦内には有毒ガスが漏出した。「ガリレオ・ガリレイ」の艦長は、敵艦が小さく、武装も少ないことに気づき、自分たちがまだ優位に立っていると思われた海上で戦うことを選んだ。浮上すると、「ガリレオ・ガリレイ」の乗員は甲板砲を発射したが、これは外れた。「ムーンストーン」は主砲で反撃し、潜水艦の司令塔に命中させ、艦長を含む艦橋の乗員を死傷させた。戦闘を継続できなくなった「ガリレオ・ガリレイ」は降伏し、「ムーンストーン」に捕獲された。その後、駆逐艦「カンダハー」が合流し、「ガリレオ・ガリレイ」を曳航してアデンに向かった。この戦闘で「ガリレオ・ガリレイ」は12名が戦死し、4名が負傷した。一方の「ムーンストーン」には死傷者はいなかった。
この戦果により、「ムーンストーン」の艇長ウィリアム・ムーアマン掌帆長はDSCを授与されるとともに、士官へ任ぜられた。砲員の指揮官であるフレデリック・クエステッド兵曹はDSMを受章した。

### その後
終戦後に「ムーンストーン」は退役し、1946年に民間へ戻った。1947年に「レッド・ランサー」（Red Lancer）と改名され、ボイラーが重油専焼缶に換装された。1964年にスクラップになるまで再びトロール漁船として活動した。